# Scautismo e guidismo in Thailandia
Scautismo e guidismo in Thailandia sono presenti sin dai primi anni di vita del movimento scout e sono molto incentivati all'interno della nazione, tant'è che il Re di Thailandia, odiernamente Rama X, figlio del Lupo di Bronzo Rama IX il Grande, ricopre la carica di Capo Scout della Thailandia. Lo scautismo viene anche inserito a piene forze, come facoltativo ma comunque molto seguito, nel pubblico ordinamento delle scuole, venendo insegnato attivamente e con un grande supporto sia da parte della popolazione che da parte del governo.

## Associazioni esistenti
La presenza di questa iniziativa educativa nella nazione si articola in due associazioni di carattere nazionale:
- Organizzazione Nazionale Scout della Thailandia, membro dell'Organizzazione Mondiale del Movimento Scout
- Associazione delle Guide della Thailandia, membro dell'Associazione Mondiale Guide ed Esploratrici

## Associazioni straniere con presenza in Thailandia
Ci sono due organizzazioni scout focalizzate sul rendere questo servizio educativo ai militari statunitensi in territorio thailandese:
- Girl Scouts of the United States of America
- Boy Scouts of America (Concilio dell'Estremo Oriente - Distretto dell'Asia del Sud, in inglese Far East Council - Asia South District)